# Церковь Троицы Живоначальной (Теньки)

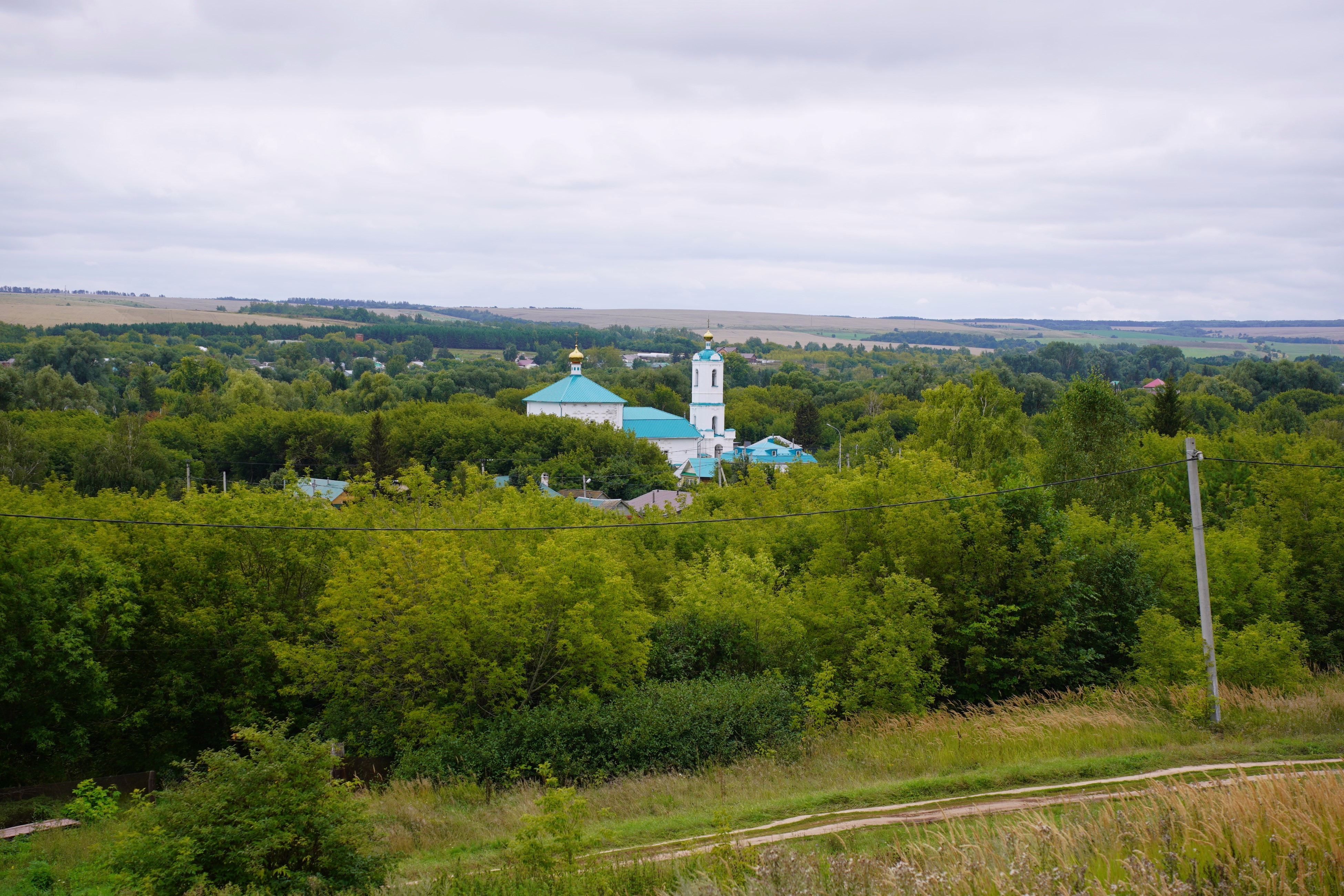
Вид Троицкой церкви на фоне села Теньки

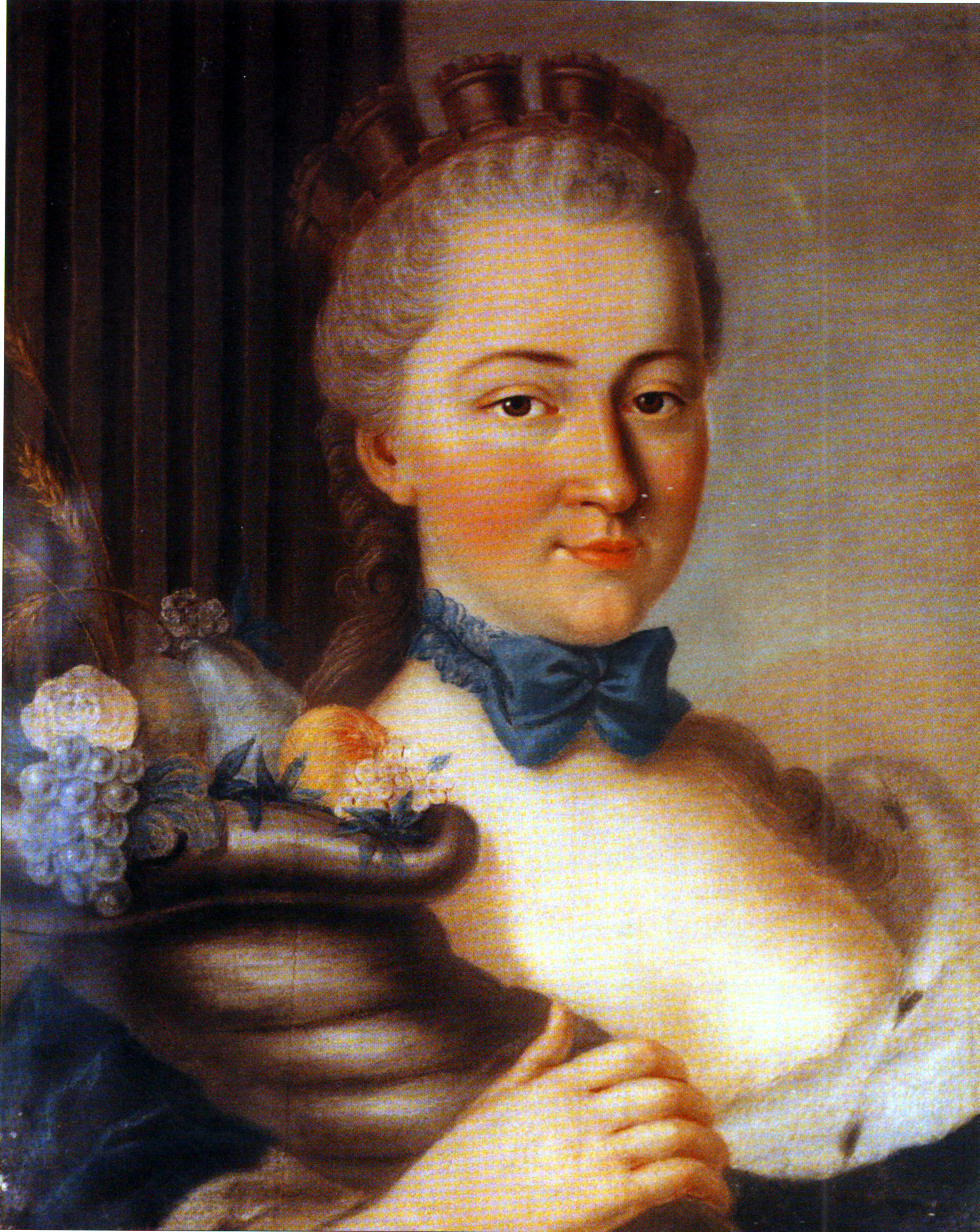
Портрет М. П. Нарышкиной, на средства которой началось строительство Троицкой церкви в Теньках

Церковь Троицы Живоначальной — трёхпрестольный каменный храм Казанской епархии Татарстанской митрополии Русской православной церкви, построенный в 1791—1796 годах в селе Теньки. Имеет своеобразное оформление оконных проёмов на фасаде, что трактуется как оригинальный пример провинциального барокко. Является объектом культурного наследия Республики Татарстан.

## Территориальное расположение
Церковь Троицы Живоначальной находится в Камско-Устьинском районе Татарстана, в селе Теньки, расположенном на правом берегу Волги. Храм стоит на левобережье реки Мордовка (в 100 метрах от берега), впадающей в Волгу; имеет адресацию: улица Ленина, 6А.

## Архитектура
Здание Троицкой церкви в Теньках представляет собой трёхчастное кирпичное строение белого цвета, состоящее из однокупольного храма с одноэтажной пристройкой (в русской храмовой архитектуре часто именуется трапезной), выстроенных в конце XVIII века, и современной трёхъярусной колокольни.
Симметрично-осевая композиция церкви отличается лаконичностью. Её главный объём (средняя часть храма) имеет два яруса, разделённые карнизом. Карниз объединяет в единое строение двухъярусную среднюю часть храма с примыкающей к ней с западной стороны одноэтажной пристройкой; с восточной стороны к храму примыкает апсида. С северной и южной сторон средняя часть храма имеет окна прямоугольной формы: по три — на верхнем ярусе, по два — на нижнем; между окнами нижнего яруса с обеих сторон предусмотрены входные проёмы (с южной стороны — действующий, с северной стороны — заложен). Одноэтажная пристройка также освещается прямоугольными окнами: на северной стене — три окна, на южной — четыре. Три таких же окна имеет апсида, одно из которых (среднее) заложено — с внешней стороны на нём запечатлён образ Святой Троицы. Здание церкви с внешней стороны оформлено в едином стиле, отличительным признаком которого являются «оконные обрамления („бантики“) по углам, бровки с заплечиками и архивольтами, в тимпане которых помещены белокаменные пальметки». Такой стиль чаще всего трактуется как оригинальный пример провинциального барокко, но прямоугольная форма окон и характер их обрамления дают основание также классифицировать этот стиль как переходный от барокко к классицизму. Историческое завершение храма утрачено. Существующая крыша с восьмигранным глухим барабаном и луковичной главкой, установленными над средней частью храма, появилась в ходе реконструкции церкви в 2010 году.
Историческая трёхъярусная колокольня, выстроенная в смешанном стиле (с элементами барокко — на верхних двух ярусах, и классицизма — на нижнем ярусе), разрушена в советское время. Строительство современной колокольни, воспроизводящей в упрощённом виде исторические формы, завершилось в 2021 году. Верхние два яруса колокольни имеют по четыре арочных оконных проёма с каждой стороны; на нижнем ярусе — два арочных входа (с северной и южной сторон), ведущих в здание церкви. С каждой стороны нижнего яруса колокольни имеется боковое обрамление в виде двойных полуколонн, имитирующих исторический облик. На третьем ярусе установлены колокола, управляемые посредством «электронного звонаря».

### Интерьер
Исторический интерьер Троицкой церкви утрачен в советское время. Существующее интерьерное оформление появилось в результате реконструкции 2000-х годов.
В ходе реконструкции восстановлены и освящены все три престола, существовавшие в церкви с дореволюционных времён: главный — во имя Святой Троицы Живоначальной, а также расположенные в одноэтажной пристройке (в так называемой трапезной) приделы: правый — во имя Николая Чудотворца; левый — во имя Святой Равноапостольной Марии Магдалины и преподобного Симеона Персидского.

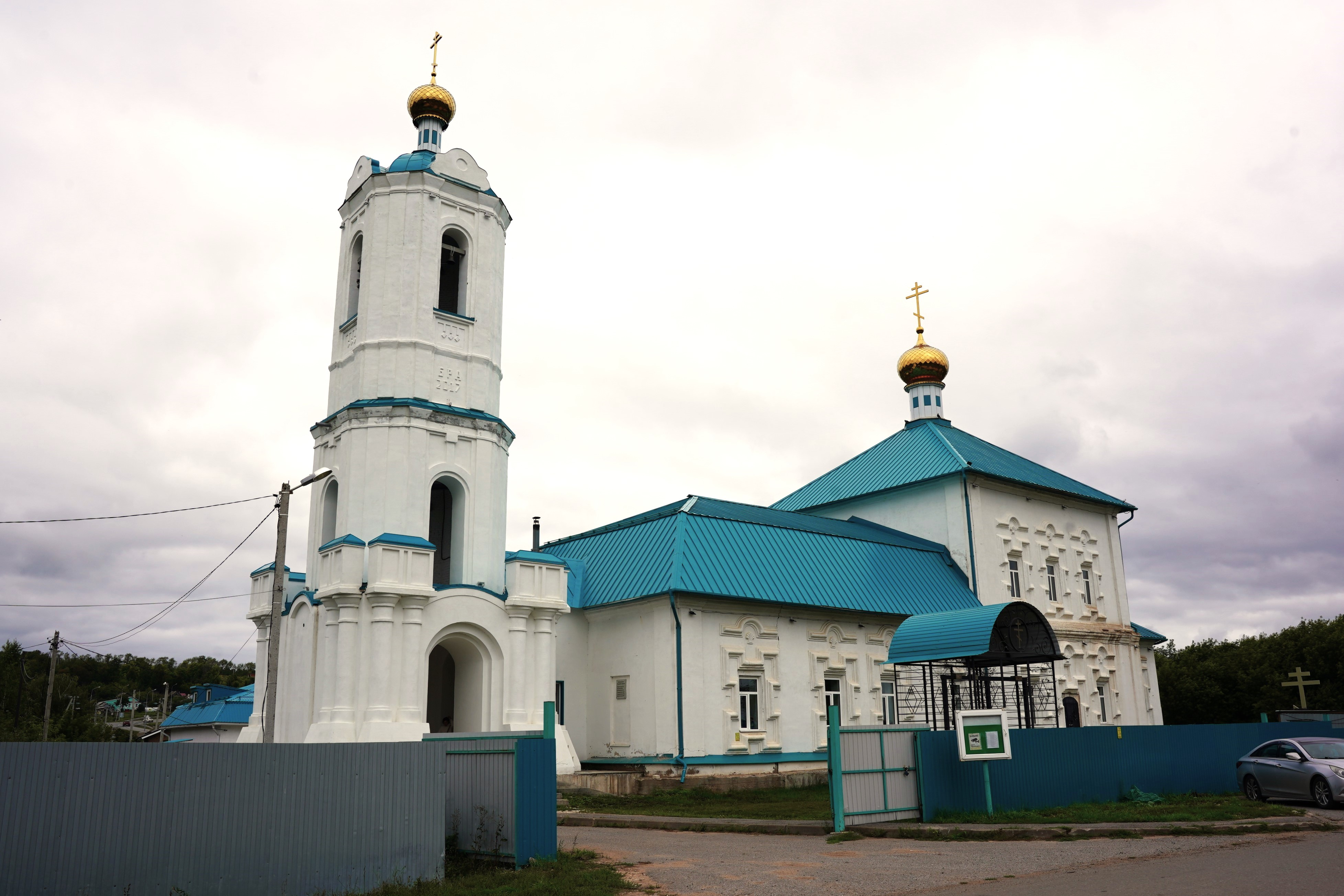
Вид на церковь со стороны улицы Ленина
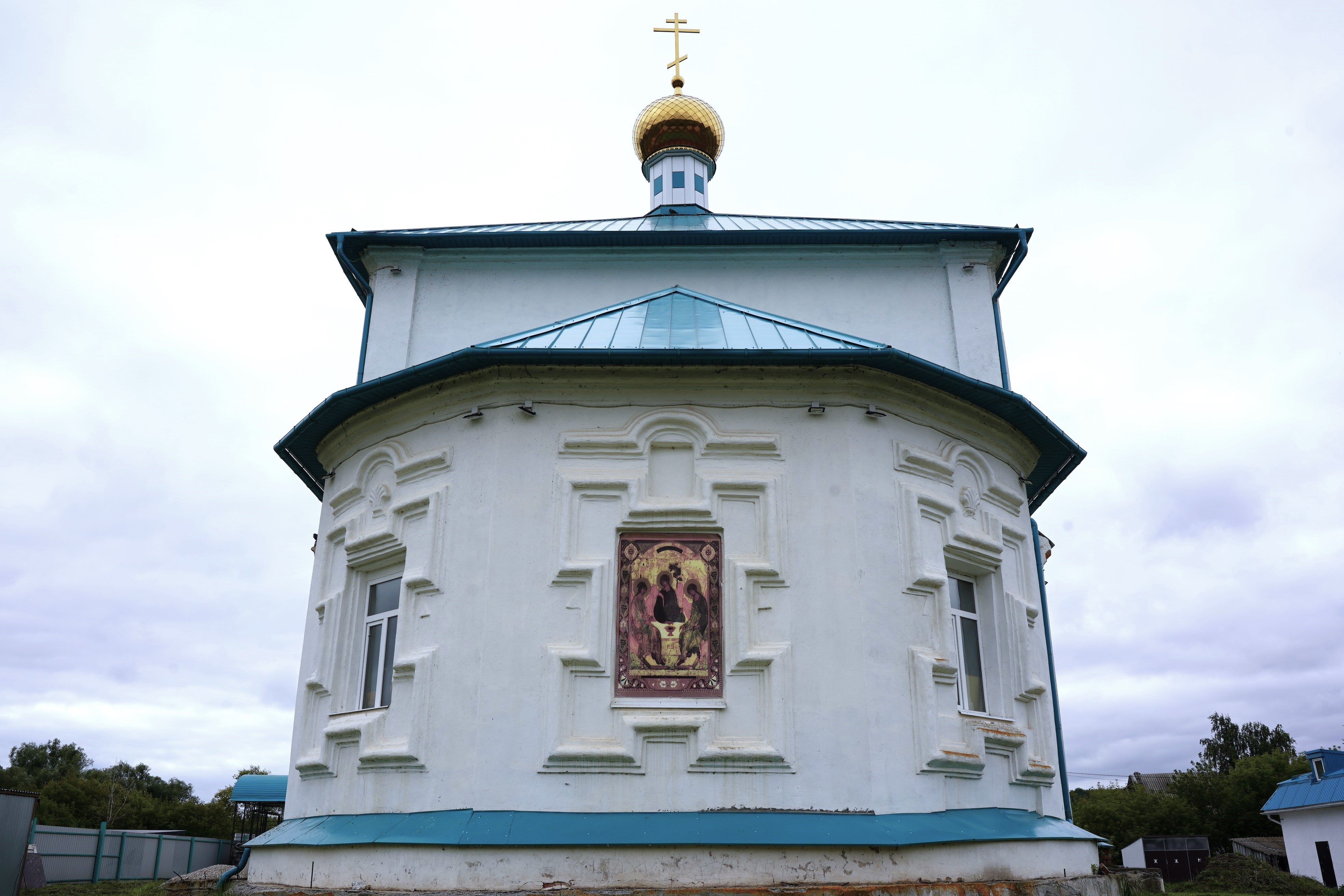
Апсида
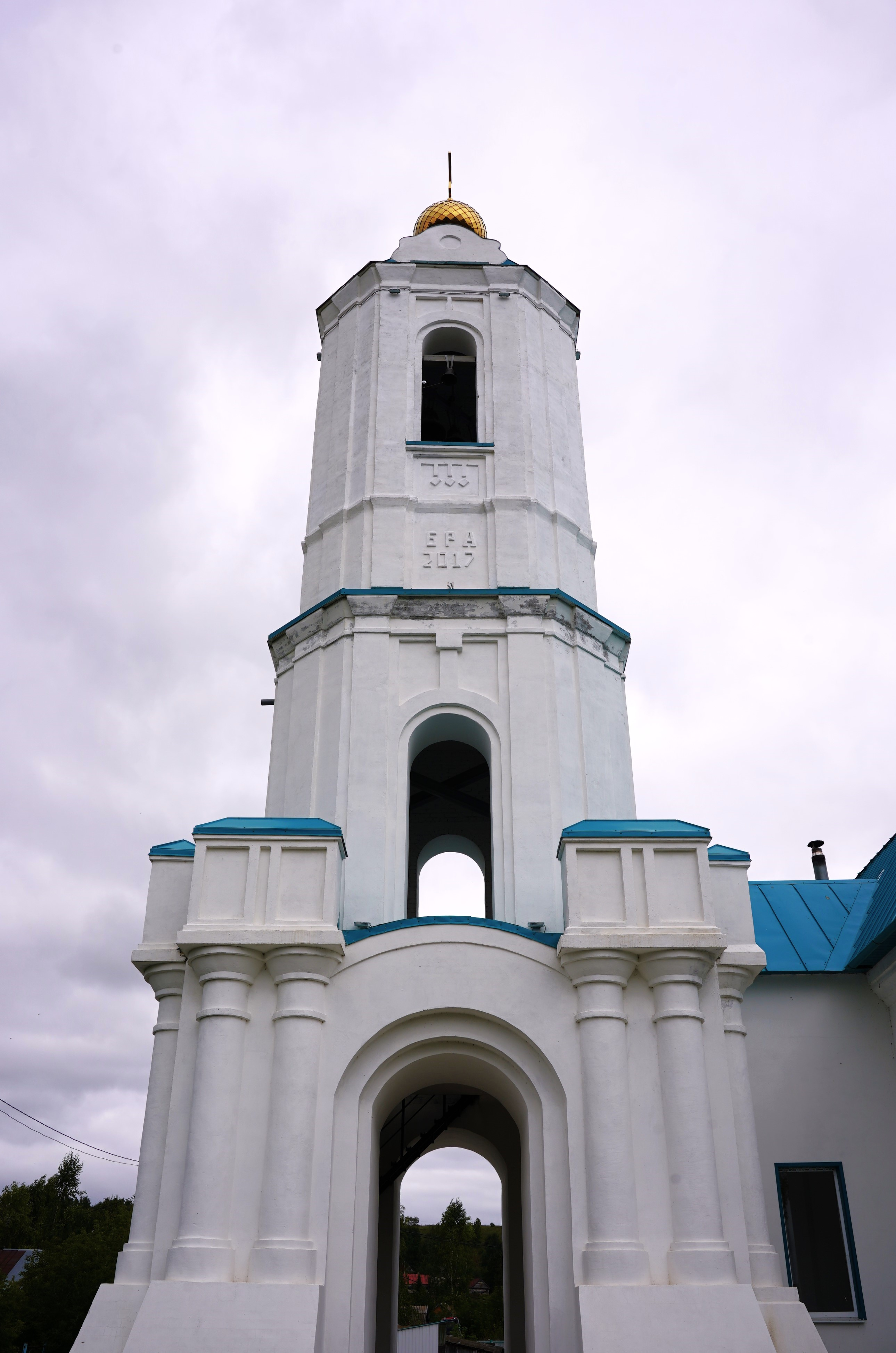
Восстановленная колокольня
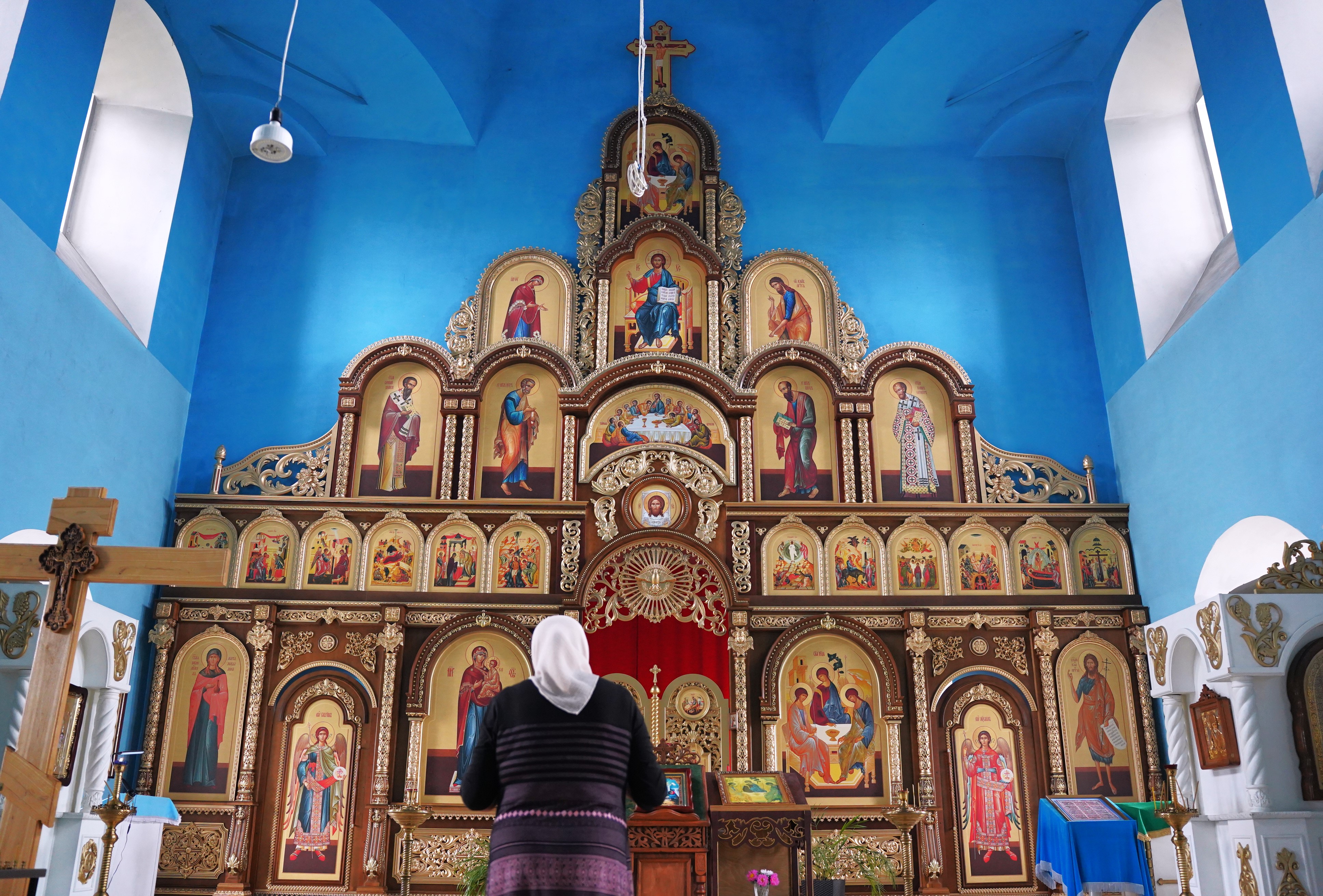
Иконостас
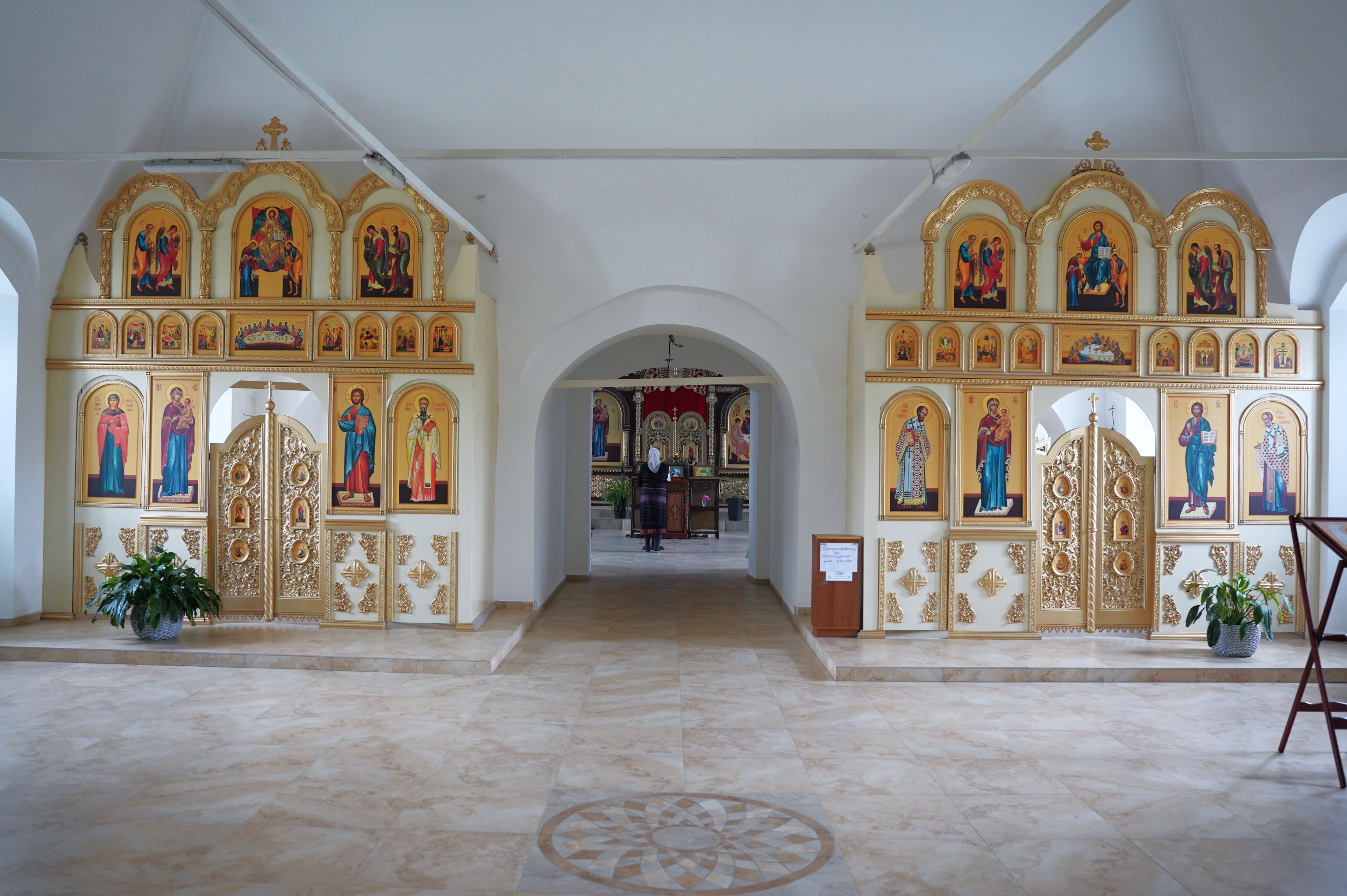
Приделы: правый — во имя Николая Чудотворца; левый — во имя Святой Равноапостольной Марии Магдалины и преподобного Симеона Персидского

## История

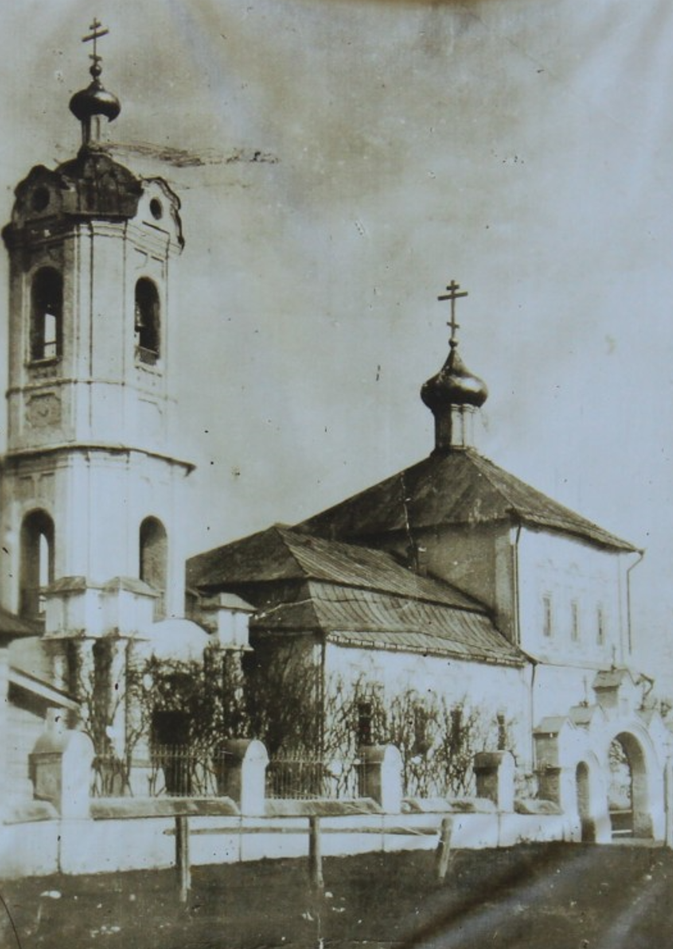
Троицкая церковь в Теньках в начале XX века

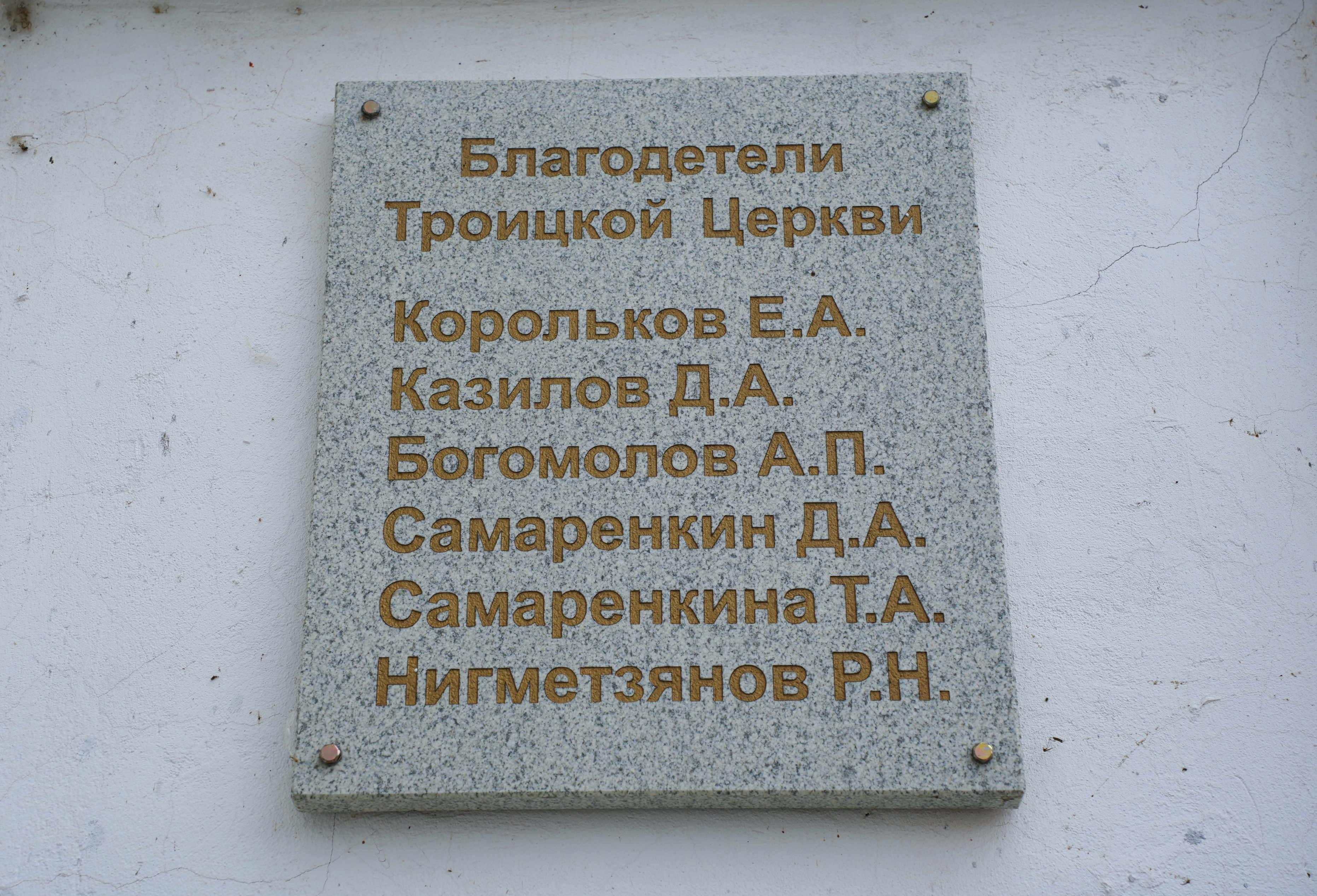
Табличка с именами современных благодетелей Троицкой церкви

Троицкая церковь в Теньках была построена на средства представителей княжеского рода Нарышкиных, которым в конце 1680-х годов было пожаловано это село. Но относительно того, кто из Нарышкиных конкретно был инициатором её строительства, существуют расхождения.
Опубликованная в епархиальных справочниках начала XX века версия гласит, что эта церковь была построена в 1796 году на средства помещика Семёна Кирилловича Нарышкина. Нестыковка, однако, в том, что С. К. Нарышкин умер в 1775 году и не мог финансировать её строительство. В ряде постсоветских изданий утверждается, что Троицкая церковь в Теньках была построена на средства Кирилла Семёновича Нарышкина — сына С. К. Нарышкина, но это тоже неверно, так как сын Кирилл умер в детском возрасте, прожив 9 лет (1761—1770). Наиболее достоверной является информация из иллюстрированного каталога «Объекты культурного наследия Республики Татарстан», выпущенного под редакцией А. М. Тарунова, согласно которой этот храм был «построен в 1791—1796 годах на средства Марии Павловны Нарышкиной (1728—1793) и её наследника Михаила Петровича Нарышкина (1753—1825)». Данная версия соответствует годам жизни указанных персон, а также тому факту, что М. П. Нарышкина (урожд. Балк-Полевая) — супруга Семёна Кирилловича Нарышкина, также финансировала строительство церкви Рождества Христова в селе Шеланга, находящимся в относительной близости от Теньков.
В состав прихода Троицкой церкви в Теньках по состоянию на начала XX века входили жители села Теньки и трёх деревень — Лабышки, Варвариной и Новосергиевой.
В дореволюционный период, как отмечается в одном из современных изданий, «более половины населения Теньков составляли старообрядцы Белокриницкой иерархии, спасова и поморского согласий. С середины XIX века Теньки были центром прихода Белокриницкой иерархии — неокружников, и в селе часто устраивались беседы между миссионерами и старообрядческими наставниками и священниками разных согласий».
Впрочем, если верить официальной епархиальной статистике, на начало XX века раскольники в Теньках были в явном меньшинстве — менее 350 человек; бо́льшая часть населения являлась прихожанами Троицкой церкви.
Количество дворов и численность прихожан церкви Троицы Живоначальной в Теньках (дано общее количество прихожан, с учётом проживавших в селе Теньки и в деревнях Лабышка, Варварина и Новосергиева):
- 1900 год — 701 двор и 5073 прихожан (2257 мужчин и 2816 женщин)[4];
- 1904 год — 718 дворов и 5127 прихожан (2424 мужчин и 2703 женщин)[5];
- 1909 год — 812 дворов и 5235 прихожан (2454 мужчин и 2781 женщин)[6].

Настоятелем прихода Троицкой церкви в Теньках в 1874—1894 годах был выпускник Казанской духовной семинарии 1856 года, священник, затем — протоиерей Иван Васильевич Матвеевский (1832—1894). «Он славился как неутомимый миссионер и очень добросовестный и бескорыстный пастырь, при нём прекратился переход в старообрядчество. На базе открытой им ранее церковно-приходской школы была создана второклассная (учительская) церковная школа». С 1894 года его сменил его же сын, священник (с 1908 года — протоиерей) Николай Иванович Матвеевский. Ещё одним священником в этой церкви был Андрей Иванович Болдырев (с 1890 года).
В 1930 году Троицкая церковь была закрыта. Тогда же в 1930-е годы было разрушено завершение храма, а в 1952—1953 годах снесли колокольню. Само здание церкви в советский период использовалось как мельница, затем здесь был зерносклад, позже — столовая.
В 1991 году Троицкая церковь в Теньках была возвращена Казанской епархии, с 1998 года здесь стали проводиться регулярные службы. Позже провели реконструкцию, восстановив завершение храма, обновив фасад и интерьер (2010—2011), также восстановили колокольню (2021).